# Michela Pace
Michela Pace (n. 25 ianuarie 2001, Victoria, Malta) este o cântăreață malteză. După câștigarea primului sezon al versiunii malteze a The X Factor, aceasta a fost aleasă reprezentanta Maltei la Concursul Muzical Eurovision 2019. Piesa cu care a intrat în concurs se numește „Chameleon”. Înainte de câștigarea X Factor Malta, aceasta a participat la mai multe concursuri muzicale, printre care Baltic Voices și Music Talent League din Lituania. De asemenea, a participat la un program de dezvoltare în Londra, numit Ultimate Artist, unde, printre alții, a lucrat cu unul dintre producătorii Rihannei. În 2017, Michela Pace a fost inclusă pe lista lungă pentru Malta Eurovision Song Contest. Totuși, nu a fost selectată pentru show-urile live.